# Masatsugu Ono
Masatsugu Ono (小野正嗣, Ono Masatsugu, 27 novembre 1970) est un écrivain japonais.
En 2002, il remporte le prix Mishima pour Nigiyaka na wan ni seowareta fune (にぎやかな湾に背負われた船).
En 2015, il est lauréat du prix Akutagawa pour 9 Nen Mae no Inori (9年前の祈り).
Il enseigne la littérature française et la littérature comparée à l'université Rikkyō.

## Œuvres
- Littérature et identité : l’œuvre de Maryse Condé, thèse de doctorat en littérature française, sous la direction de Pierre Bayard, soutenue en 2005 à Paris 8.